# Rock 'n' Roll with Me
"Rock 'n' Roll with Me" es una canción escrita por el músico británico David Bowie, siendo publicada en el álbum Diamond Dogs.
Mientras que "Knock on Wood" fue publicado como sencillo en el Reino Unido, "Rock 'n' Roll with Me" fue escogida para un lanzamiento en los Estados Unidos (como PB 10105) en septiembre de 1974, en respuesta a la reciente versión de Donovan. El lado B en ambos lanzamientos fue otra grabación de la gira de Diamond Dogs, "Panic in Detroit", originalmente publicada en Aladdin Sane.

## Composición
La canción fue escrita en la casa de Bowie en Oakley Street, Londres después de que Warren Peace comenzó a tocar los acordes en su piano. Bowie y Piece estuvieron inspirados por Fats Domino y Little Richard, dos músicos de R&B que ellos escuchaban durante su niñez.
Musicalmente, la canción es una power ballad con una inclinación al soul, específicamente en la intro de piano de la canción "Lean on Me" de Bill Withers.

## Versiones en vivo
- Una presentación grabada en el Tower Theater, Pensilvania como parte de la gira de Diamond Dogs, fue publicada en David Live.[6]
- Una versión grabada en el Universal Amphitheatre, California, durante la gira de Diamond Dogs el 5 de septiembre de 1974 fue incluida en Cracked Actor (Live Los Angeles '74).[7]
- Una interpretación en vivo durante la tercera etapa de la gira de Diamond Dogs, grabada en octubre de 1974, fue publicada en 2020, en I'm Only Dancing (The Soul Tour 74).[8]

## Otras versiones
- Donovan –  Publicada como sencillo junto con "Divine Daze of Deathless Delight" como lado B en septiembre de 1974 (como EPC 2661).[9] También fue incluida en el álbum Oh! You Pretty Things.[10]

## Créditos
Créditos adaptados desde las notas del álbum.
- David Bowie – voz principal, guitarra, saxofón
- Mike Garson – piano, órgano
- Herbie Flowers – bajo eléctrico
- Tony Newman – batería
- Warren Peace – piano, coros

## Rock 'n' Roll with Me (Live)
"Rock 'n' Roll with Me (Live)" es una grabación eh vivo del álbum de estudio Diamond Dogs, grabada por Bowie para su primer álbum en vivo David Live. "Rock 'n' Roll with Me" fue publicado como sencillo promocional en los Estados Unidos en septiembre de 1974.

### Otros lanzamientos
- La canción fue publicado como sencillo junto con "Panic in Detroit" como lado B en septiembre de 1974.[13]
- Está versión de la canción, originalmente publicada como sencillo en el Reino Unido, estuvo disponible en formato digital y CD por primera vez en 2016, en Re:Call 2, como parte de la caja recopilatoria Who Can I Be Now? (1974–1976).[14]

### Lista de canciones
1. "Rock 'n' Roll with Me" – 3:29
2. "Panic in Detroit" – 5:49